# Mariano Bottino
Mariano Bottino (Catania, 6 giugno 1882 – Catania, 12 marzo 1966) è stato un attore italiano.

## Biografia
Debuttò nel teatro presso la compagnia di Domenico Grasso, durante la rappresentazione del Nido di vipera di Gesualdo Manzella Frontini.
Nel 1910 assieme ad Attilio Rapisarda costituì una compagnia teatrale denominata Compagnia Rapisarda-Bottino, che esordì nello stesso anno al Politeama Garibaldi di Palermo con il Malìa di Luigi Capuana, ed ottenne un notevole successo.
Nel 1911 venne scritturato dalla casa cinematografica Roma Film, per la quale interpretò il film La zolfara. Nel 1912, per la Cines interpretò il film Malìa. Sempre in ambito cinematografico, Bottino fece parte del cast del lungometraggio Teodora del 1922 prodotto dall'Ambrosio Film di Torino.
Nel 1928 si emigrò in America, dove rimase per circa venti anni, dopo che già avuto modo di lavorarvi, facendo parte del cast del film The Shepherd King (1923) diretto da J. Gordon Edwards.
Ritornato in Italia, riprese l'attività cinematografica in qualità di attore caratterista in alcune pellicole nel corso degli anni cinquanta. Fu padre del poeta dialettale Rosario Bottino (1907-1971).

## Filmografia parziale
- La zolfara, regia di Alfredo Robert (1912)
- Alba di libertà, regia di Gian Orlando Vassallo (1915)
- Presentat-arm!, regia di Gian Orlando Vassallo (1915)
- Per te, amore!, regia di Raffaele Cosentino (1916)
- Il latitante, regia di Raffaele Cosentino (1916)
- Vincolo segreto, regia di Gian Orlando Vassallo (1916)
- Avventuriero di California, regia di Sandro Bianchini (1921)
- Teodora, regia di Leopoldo Carlucci (1922)
- La casa degli scapoli, regia di Amleto Palermi (1923)
- Il grido dell'aquila, regia di Mario Volpe (1923)
- Totò a colori, regia di Steno (1952)
- Anni facili, regia di Luigi Zampa (1953)
- Accadde al commissariato, regia di Giorgio Simonelli (1954)
- La romana, regia di Luigi Zampa (1954)
- Questa è la vita, episodio Marsina stretta, regia di Aldo Fabrizi (1954)
- La moglie è uguale per tutti, regia di Giorgio Simonelli (1955)
- La banda degli onesti, regia di Camillo Mastrocinque (1956)